# Система небесных координат
Систе́ма небе́сных координа́т используется в астрономии для описания положения светил на небе или точек на воображаемой небесной сфере. Координаты светил или точек задаются двумя угловыми величинами (или дугами), однозначно определяющими положение объектов на небесной сфере. Таким образом, система небесных координат является сферической системой координат, в которой третья координата — расстояние — часто неизвестна и не играет роли.
Системы небесных координат отличаются друг от друга выбором основной плоскости (см. Фундаментальная плоскость) и началом отсчёта. В зависимости от стоя́щей задачи, может быть более удобным использовать ту или иную систему. Наиболее часто используются горизонтальная и экваториальная системы координат. Реже — эклиптическая, галактическая и другие.

## Горизонтальная топоцентрическая система координат
В этой системе центр помещается в месте нахождения наблюдателя на поверхности Земли, основной плоскостью является плоскость математического горизонта. Одной координатой при этом является либо высота светила h, либо его зенитное расстояние z. Другой координатой является азимут A. Вследствие того что горизонтальная система координат всегда топоцентрическая (наблюдатель всегда находится на поверхности Земли, либо на некотором возвышении) слово «топоцентрическая» обычно опускается.
Высотой h светила называется дуга вертикального круга от математического горизонта до светила, или угол между плоскостью математического горизонта и направлением на светило. Высоты отсчитываются в пределах от 0° до +90° к зениту и от 0° до −90° к надиру.
Зенитным расстоянием z светила называется дуга вертикального круга от зенита до светила, или угол между отвесной линией и направлением на светило. Зенитные расстояния отсчитываются в пределах от 0° до 180° от зенита к надиру.
Азимутом A светила называется дуга математического горизонта от точки юга до вертикального круга светила, или угол между полуденной линией и линией пересечения плоскости математического горизонта с плоскостью вертикального круга светила. Азимуты отсчитываются в сторону суточного вращения небесной сферы, то есть к западу от точки юга, в пределах от 0° до 360°. Иногда азимуты отсчитываются от 0° до +180° к западу и от 0° до −180° к востоку. (В геодезии и навигации азимуты отсчитываются от точки севера.)

### Изменения координат при вращении небесной сферы
Высота h, зенитное расстояние z, азимут A и часовой угол t светил постоянно изменяются вследствие вращения небесной сферы, так как отсчитываются от точек, не связанных с этим вращением. Склонение δ, полярное расстояние p и прямое восхождение α светил при вращении небесной сферы не изменяются, но они могут меняться из-за движений светил, не связанных с суточным вращением.

## Первая экваториальная система координат
В этой системе основной плоскостью является плоскость небесного экватора. Одной координатой при этом является склонение δ (реже — полярное расстояние p). Другой координатой — часовой угол t.

Склонением δ светила называется дуга круга склонения от небесного экватора до светила, или угол между плоскостью небесного экватора и направлением на светило. Склонения отсчитываются в пределах от 0° до +90° к северному полюсу мира и от 0° до −90° к южному полюсу мира.
Полярным расстоянием p светила называется дуга круга склонения от северного полюса мира до светила, или угол между осью мира и направлением на светило. Полярные расстояния отсчитываются в пределах от 0° до 180° от северного полюса мира к южному.
Часовым углом t светила называется дуга небесного экватора от верхней точки небесного экватора (то есть точки пересечения небесного экватора с верхней частью небесного меридиана) до круга склонения светила, или двугранный угол между плоскостями небесного меридиана и круга склонения светила. Часовые углы отсчитываются в сторону суточного вращения небесной сферы, то есть к западу от верхней точки небесного экватора, в пределах от 0° до 360° (в градусной мере) или от 0h до 24h (в часовой мере). Иногда часовые углы отсчитываются от 0° до +180° (от 0h до +12h) к западу и от 0° до −180° (от 0h до −12h) к востоку.

## Вторая экваториальная система координат
В этой системе, как и в первой экваториальной, основной плоскостью является плоскость небесного экватора, а одной координатой — склонение δ (реже — полярное расстояние p). Другой координатой является прямое восхождение α.

Прямым восхождением (RA, α) светила называется дуга небесного экватора от точки весеннего равноденствия до круга склонения светила, или угол между направлением на точку весеннего равноденствия и плоскостью круга склонения светила. Прямые восхождения отсчитываются в сторону, противоположную суточному вращению небесной сферы, в пределах от 0° до 360° (в градусной мере) или от 0h до 24h (в часовой мере).
RA — астрономический эквивалент земной долготы. И RA и долгота измеряют угол восток-запад вдоль экватора; обе меры берут отсчёт от нулевого пункта на экваторе. Для долготы, нулевой пункт — нулевой меридиан; для RA нулевой отметкой является место на небе, где Солнце пересекает небесный экватор, в направлении с юга на север (в весеннее равноденствие).
Склонение (δ) в астрономии — одна из двух координат экваториальной системы координат. Равняется угловому расстоянию на небесной сфере от плоскости небесного экватора до светила и обычно выражается в градусах, минутах и секундах дуги. Склонение положительно к северу от небесного экватора и отрицательно к югу.
- Объект на небесном экваторе имеет склонение 0°
- Склонение северного полюса небесной сферы равно +90°
- Склонение южного −90°

У склонения всегда указывается знак, даже если склонение положительно.
Склонение небесного объекта, проходящего через зенит, равно широте наблюдателя (если считать северную широту со знаком +, а южную отрицательной). В северном полушарии Земли для заданной широты φ небесные объекты со склонением δ > +90° − φ не заходят за горизонт, поэтому называются незаходящими. Если же склонение объекта δ < −90° + φ, то объект называется невосходящим, а значит он ненаблюдаем на широте φ.

## Эклиптическая система координат
В этой системе основной плоскостью является плоскость эклиптики. Одной координатой при этом является эклиптическая широта β, а другой — эклиптическая долгота λ.
Эклиптической широтой β светила называется дуга круга широты от эклиптики до светила, или угол между плоскостью эклиптики и направлением на светило. Эклиптические широты отсчитываются в пределах от 0° до +90° к северному полюсу эклиптики и от 0° до −90° к южному полюсу эклиптики.
Эклиптической долготой λ светила называется дуга эклиптики от точки весеннего равноденствия до круга широты светила, или угол между направлением на точку весеннего равноденствия и плоскостью круга широты светила. Эклиптические долготы отсчитываются в сторону видимого годового движения Солнца по эклиптике, то есть с запада к востоку от точки весеннего равноденствия в пределах от 0° до 360°.

## Галактическая система координат
В этой системе основной плоскостью является плоскость нашей Галактики. Одной координатой при этом является галактическая широта b, а другой — галактическая долгота l.
Галактической широтой b светила называется дуга круга галактической широты от эклиптики до светила, или угол между плоскостью галактического экватора и направлением на светило.
Галактические широты отсчитываются в пределах от 0° до +90° к северному галактическому полюсу и от 0° до −90° к южному галактическому полюсу.
Галактической долготой l светила называется дуга галактического экватора от точки начала отсчёта C до круга галактической широты светила, или угол между направлением на точку начала отсчёта C и плоскостью круга галактической широты светила. Галактические долготы отсчитываются против часовой стрелки, если смотреть с северного галактического полюса, то есть к востоку от точки начала отсчёта C в пределах от 0° до 360°.
Точка начала отсчёта C находится вблизи направления на галактический центр, но не совпадает с ним, поскольку последний, вследствие небольшой приподнятости Солнечной системы над плоскостью галактического диска, лежит примерно на 1° к югу от галактического экватора. Точку начала отсчёта C выбирают таким образом, чтобы точка пересечения галактического и небесного экваторов с прямым восхождением 280° имела галактическую долготу 32,93192° (на эпоху 2000).
Координаты точки начала отсчёта C на эпоху 2000 в экваториальной системе координат составляют:
{\displaystyle \alpha _{2000}^{C}=17^{h}45^{m},6}
{\displaystyle \delta _{2000}^{C}=-28^{\circ }56',2}

## История и применение
Небесные координаты употреблялись уже в глубокой древности. Описание некоторых систем содержится в трудах древнегреческого геометра Евклида (около 300 до н. э.). Опубликованный в «Альмагесте» Птолемея звёздный каталог Гиппарха содержит положения 1022 звёзд в эклиптической системе небесных координат.
Наблюдения изменений небесных координат привели к величайшим открытиям в астрономии, которые имеют огромное значение для познания Вселенной. К ним относятся явления прецессии, нутации, аберрации, параллакса, собственных движений звёзд и другие. Небесные координаты позволяют решать задачу измерения времени, определять географические координаты различных мест земной поверхности. Широкое применение находят небесные координаты при составлении различных звёздных каталогов, при изучении истинных движений небесных тел — как естественных, так и искусственных — в небесной механике и астродинамике и при изучении пространственного распределения звёзд в проблемах звёздной астрономии.

## Использование различных систем координат

### Использование горизонтальной топоцентрической системы координат
Горизонтальная топоцентрическая система координат используется наблюдателем, находящимся в определённом месте на поверхности земного шара для определения положения какого-либо светила на небе.
Координаты небесных светил в данной системе координат могут быть получены с помощью угломерных инструментов и при наблюдениях в телескоп, смонтированный на азимутальной установке.
Большинство астрономических компьютерных программ способны выдавать положения светил в данной системе координат.
При наблюдениях следует учитывать поправку на рефракцию.

### Использование первой экваториальной системы координат
Первая экваториальная система координат используется для определения точного времени и при наблюдениях в телескоп, смонтированный на экваториальной установке.

### Использование второй экваториальной системы координат
Вторая экваториальная система координат является общепринятой в астрометрии.
В экваториальной гелиобарицентрической системе координат составляются современные звёздные карты и описываются положения светил в каталогах. При этом координаты светил приводятся к определённому положению небесного экватора и точки весеннего равноденствия, то есть к определённой эпохе (в астрономии применяются эпохи B1950 и J2000.0).
Экваториальная геоцентрическая система координат отличается от экваториальной гелиобарицентрической системы координат тем, что координаты звёзд скорректированы в ней из-за явления годичного параллакса, а положение небесного экватора и точки весеннего равноденствия приводятся к текущей дате.

### Использование эклиптической системы координат
Эклиптическая геоцентрическая система координат используется в небесной механике для расчёта орбиты Луны, а также является основной или единственной в большинстве школ астрологии.
Эклиптическая гелиоцентрическая система координат используется для расчёта орбит планет и других тел Солнечной системы обращающихся вокруг Солнца.

### Применение различных систем небесных координат
На практике, как правило, требуется пользоваться несколькими системами координат.
Например для расчёта положения Луны на небе необходимо сначала рассчитать координаты Луны в эклиптической геоцентрической системе координат, пересчитать координаты в экваториальную геоцентрическую систему координат, затем перейти к горизонтальной топоцентрической системе координат.